# Пчёлка (Томская область)
Пчёлка — деревня в Бакчарском районе Томской области, Россия. Входит в состав Высокоярского сельского поселения.
Население — ↘87 (2021).

## География
С запада деревню огибает река Андарма, с востока — трасса Р399. Расположено Хуторское на севере Бакчарского района, к югу от Высокого Яра и Хуторского.

## Население
| 2002 | 2010 | 2012 | 2013 | 2014 | 2015 | 2021 |
| ---- | ---- | ---- | ---- | ---- | ---- | ---- |
| 148  | ↘123 | ↘119 | ↘116 | ↘111 | ↗112 | ↘87  |

## Местное самоуправление
Глава поселения — Светлана Степановна Брунгард.

## Социальная сфера и экономика
В деревне работает фельдшерско-акушерский пункт. Ближайшие школа и библиотека находятся в Высоком Яре.
Действуют несколько частных предпринимателей, работающих в сфере сельского хозяйства и розничной торговли.